# رالف وولتر
رالف وولتر (آلمانی: Ralf Wolter؛ زادهٔ ۲۶ نوامبر ۱۹۲۶) یک هنرپیشه اهل آلمان است.
از فیلم‌هایی که وی در آن نقش داشته است، می‌توان به زمانی برای عشق ورزیدن و زمانی برای مردن، کینگ کونگ، تخم مار، کاباره، گنجینه سان جنارو، خانم صاحبخانه هم روابط عاشقانه دارد، قصر لذت، همه خانم‌های قلعه این کار را خیلی دوست دارند، هوس‌ها، عطش شدید سه دختر سیری‌ناپذیر و یک، دو، سه اشاره کرد.